# روميل بيك
روميل بيك (بالإسبانية: Romel Beck)‏ مواليد 29 مايو 1982 في المكسيك، هو لاعب كرة سلة مكسيكي. بدأ مسيرته الاحترافية في سنة 2005. يلعب في الدوري المكسيكي لكرة السلة. يحمل الرقم 23. يبلغ طوله 6 قدم 7 بوصة (2.0 م).

## المسيرة الاحترافية
لعب مع بالاكانسترو فاريزي في الدوري الإيطالي في موسم 2007–2008، ثم لعب مع أورلاندينا باسكيت في سنة 2008، ثم لعب مع نادي جاورس دي لارا لكرة السلة في سنة 2010.

## روابط خارجية
- روميل بيك على موقع كرة السلة الأوروبية.كوم (الإنجليزية)
- روميل بيك على موقع كلية كرة السلة في سبورتس رفرنس.كوم (الإنجليزية)
- روميل بيك على موقع ريلجم (الإنجليزية)
- روميل بيك على موقع بروبوليرز (الإنجليزية)
- روميل بيك على موقع سبورتس رفرنس (الإنجليزية)
- روميل بيك على موقع سبورتس رفرنس (الإنجليزية)